# Даляньский политехнический университет
Даляньский политехнический университет (кит. 大连工业大学, пиньинь: Dàlián Gōngyè Dàxué) — высшее учебное заведение в городе Далянь, провинция Ляонин, КНР.

## История
Университет был основан в 1958 году в Шэньяне как Шэньянский институт легкой промышленности (кит. 沉阳工业大学, пиньинь: Shěnyáng Gōngyè Dàxué). В 1970 году он был переведен в Далянь и переименован в Даляньский институт легкой промышленности (кит. 大连轻工业学院, пиньинь: Dàlián Qīnggōngyè Xuéyuàn). В 2006 году он был улучшен и приобрел статус университета. Это единственное высшее учебное заведение на северо-востоке Китая, специализирующееся на легкой, пищевой, текстильной промышленности и современном дизайне. В ДПУ обучаются около 15 000 студентов на 85 акрах (340 000 м2) кампуса. Преподаваемые дисциплины: инженерия, науки, искусство, менеджмент и экономика.